# Ryan Kalil
 (décembre 2019).
Pour les articles homonymes, voir Kalil.
(en) Statistiques sur pro-football-reference
Ryan Kalil, né le 29 mars 1985 à Tucson, est un américain, joueur professionnel de football américain ayant évolué au poste de centre dans la National Football League (NFL) pendant treize saisons (2007-2019).
Il a joué au niveau universitaire pour les Trojans de l'USC dans la NCAA Division I FBS où il remporte le  Morris Trophy (en) 2006 avant d'être sélectionné lors du deuxième tour de la draft 2007 par la franchise des Panthers de la Caroline.
Il joue pendant dix-huit saisons pour les Panthers avant de rejoindre les Jets de New York en 2019 et prendre se retraite de la NFL en fin de saison.
Il a été sélectionné à cinq Pro Bowl.
Il devient ensuite producteur au cinéma et en télévision.

## Filmographie
- 2023 : Les Blancs ne savent pas sauter (White Men Can't Jump) de Calmatic (producteur)